# Naturschutzgebiet Pfahl
Der Pfahl ist ein Naturschutzgebiet nahe Bodenwöhr im Oberpfälzer Landkreis Schwandorf in Bayern.
Das Naturschutzgebiet befindet sich 8 Kilometer westlich von Neunburg vorm Wald und 7 Kilometer nördlich von Bodenwöhr. Es ist Bestandteil des Naturpark Oberer Bayerischer Wald, des Naturpark Oberpfälzer Wald, des Landschaftsschutzgebietes (LSG) Oberer Bayerischer Wald und des LSGs LSG innerhalb des Naturparks Nördlicher Oberpfälzer Wald (ehemals Schutzzone).
Das 173 ha große Areal umfasst einen 3 Kilometer langen Abschnitt des Pfahls, einer etwa 150 Kilometer langen schnurgeraden Störungslinie, die sich in bis zu 120 Meter breite Klüfte öffnet. In diesen kristallisierte flüssiges Gestein als Quarz aus. An einigen Stellen ist der Quarz aus dem umgebenden weicheren Gestein markant herausgewittert und kommt deutlich zum Vorschein. Im Bereich des Schutzgebietes grenzt er die Bodenwöhrer Senke, die zur Bodenwöhrer Bucht gehört, scharf nach Norden ab.
Nordwestlich des Aussichtsturms am Hirschberg-Gipfel befindet sich ein aufgelassener Steinbruch im Pfahlquarz. Die mehrphasige Zerbrechung und Wiederverheilung des Quarzgesteins ist hier gut erkennbar. Der Steinbruch ist vom Bayerischen Landesamt für Umwelt als wertvolles Geotop Quarzbruch am Hirschberg E von Hofenstetten (376A039) ausgewiesen.
Das Naturschutzgebiet wurde am 18. August 1939 erstmals und am 5. Januar 1951 sowie am 24. November 1976 mit geänderter Verordnung erneut ausgewiesen.